# クレ・ド・ラ・ネージュ
クレ・ド・ラ・ネージュ（Le Crêt de la Neige）は、フランス・ローヌ＝アルプ地域圏アン県にある山である。標高は1720メートル、プロミネンスは1260メートルである。トワリーという町の領域にある。
長らく、標高は1718メートルとされてきたが、2003年の再測量で1720メートルとなり、それまで最高峰とされてきたすぐ北にあるル・ルキュレを抜いてジュラ山脈最高峰となった。

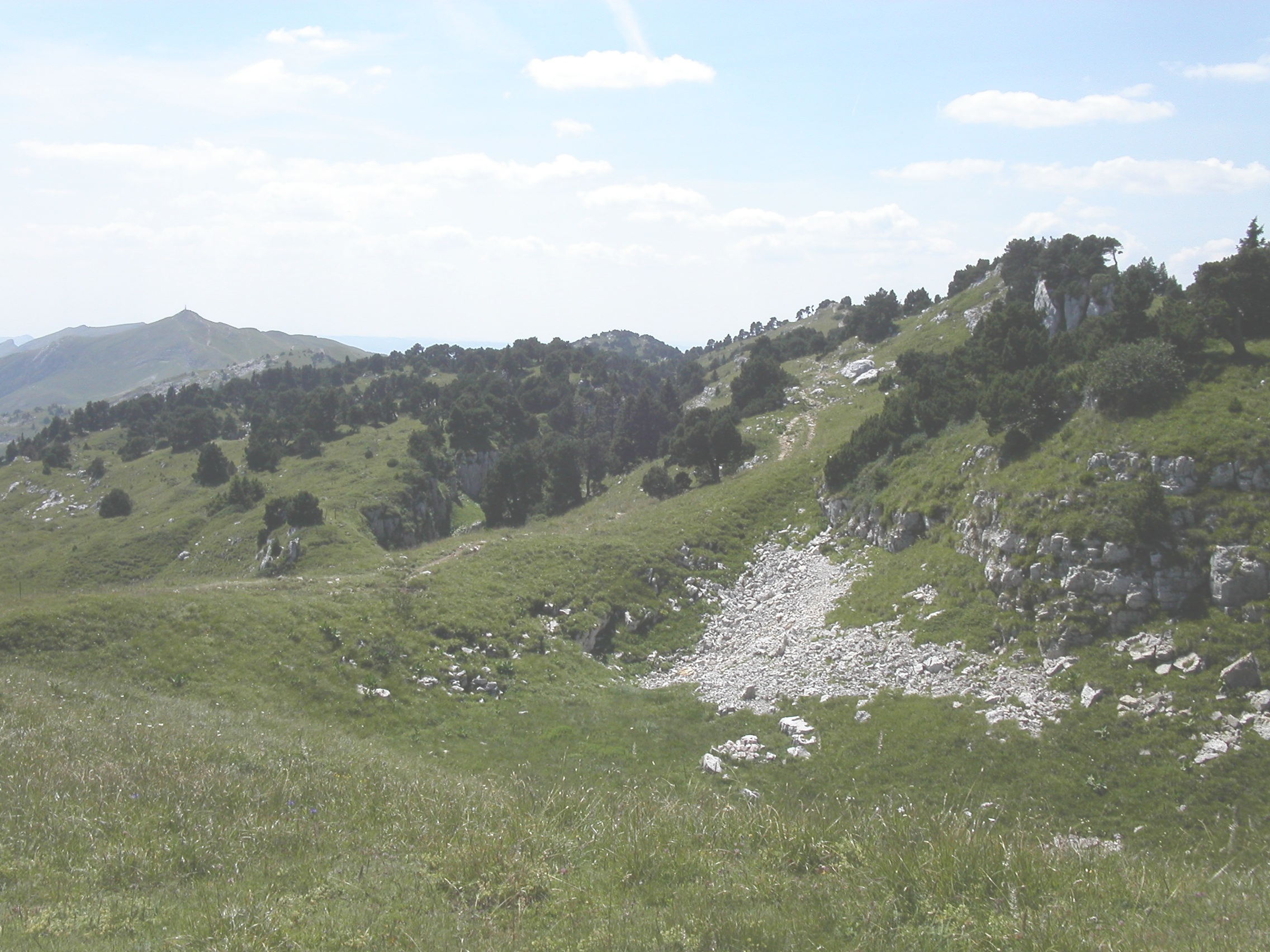
手前がクレ・ド・ラ・ネージュ。背後の山はル・ルキュレ。

## 脚注

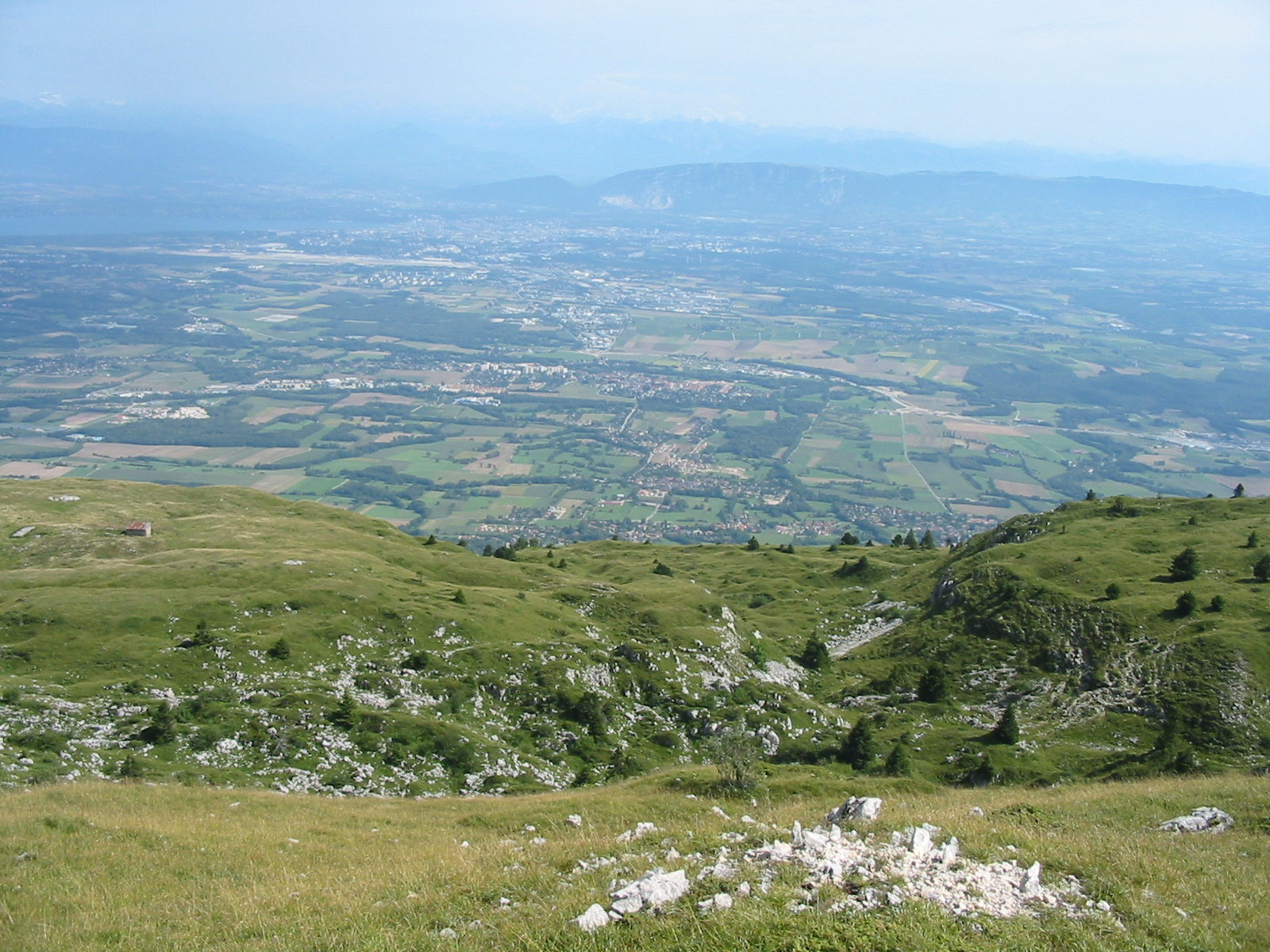
山頂から見るジュネーブ